# ロバート・ヴォノー
ロバート・ヴォノー（Robert William Vonnoh、1858年9月17日 - 1933年12月28日）はアメリカ合衆国の「印象派」の画家である。人物画や風景画を描いた。アメリカ東海岸やフランス、特に多くの芸術家が集まったグレ＝シュル＝ロワンで活動した一人である。

## 略歴
コネチカット州、ハートフォードで生まれた。ボストンのマサチューセッツ芸術師範学校（Massachusetts Normal Art School:現在のマサチューセッツ芸術大学）で学んだ後、パリのアカデミー・ジュリアンに入学し、ギュスターヴ・ブーランジェやジュール・ジョゼフ・ルフェーブルに学んだ。
アメリカに戻った後、1879年から1881年までマサチューセッツ芸術師範学校で教え 、1884年から1885年はボストン美術館の付属美術学校で教えた。1887年に再びフランスに渡り、芸術家村となっていたグレ＝シュル＝ロワンで活動し、印象派のスタイルを確立した。代表作のひとつの「フランドルの野原」(Flanders Field)は1890年にグレで描かれ、後にバトラー・アメリカンアート美術館(Butler Institute of American Art)を創立したバトラー(Joseph G. Butler Jr.)に購入された。
アメリカに戻った後、ニューヨークで活動し、1891年から1896年の間は、ペンシルベニア美術アカデミーで教え、1906年にナショナル・アカデミー・オブ・デザインの会員に選ばれた。その後もしばしばグレ＝シュル＝ロワンを訪れた。1899年にアメリカ人彫刻家のベシー・ポッター(Bessie Potter Vonnoh:1872-1955)と結婚した。1920年代になって目を悪くして作品製作をやめた。フランスのニースで没した。

## 作品

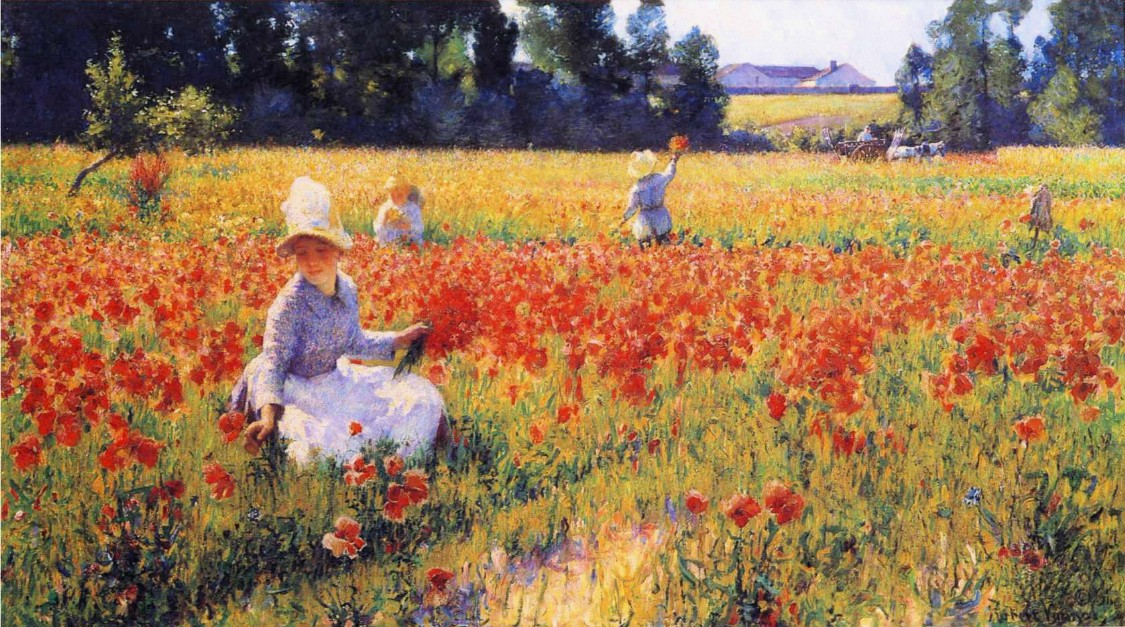
「フランドルの野原」
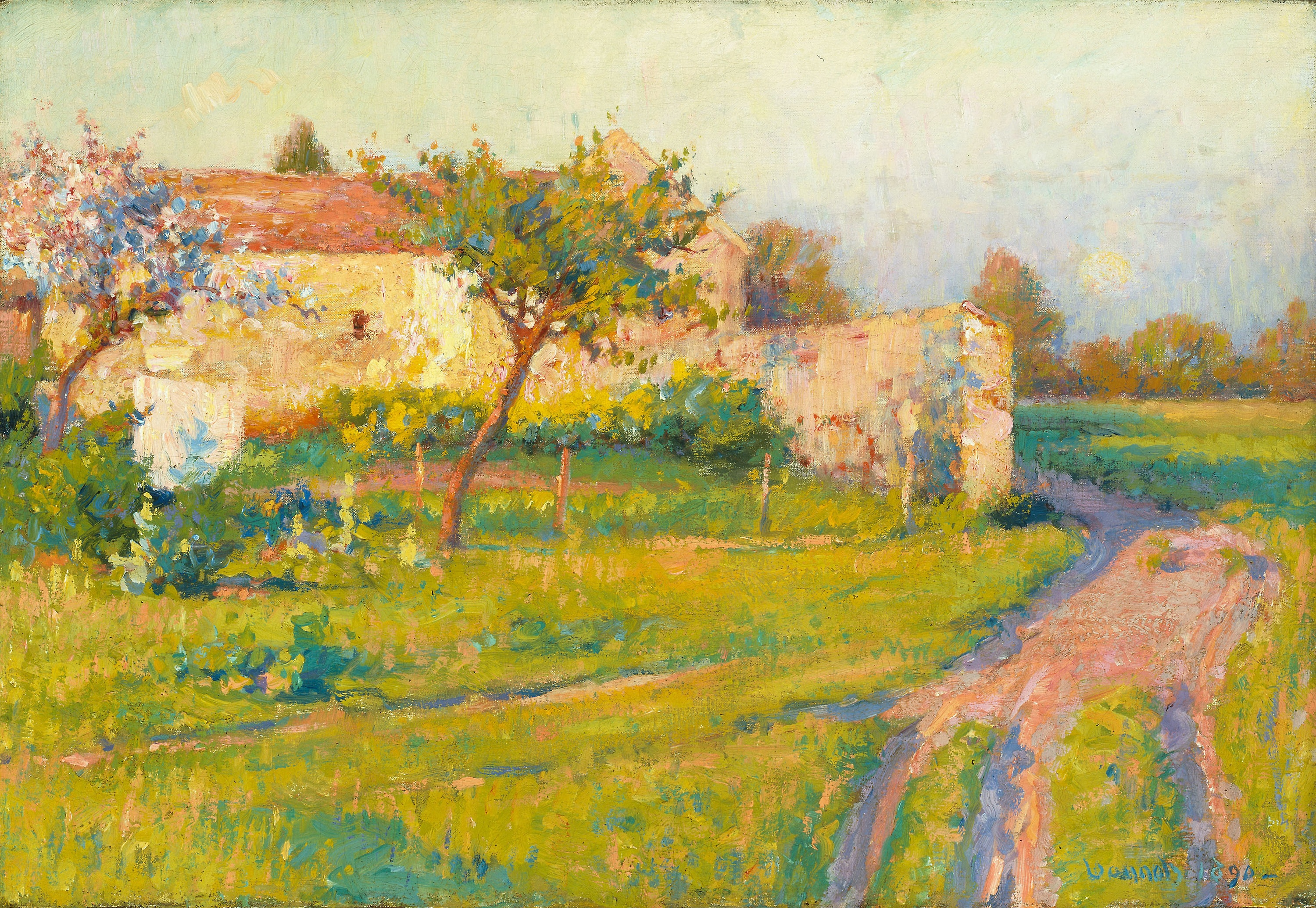
「フランスの春」
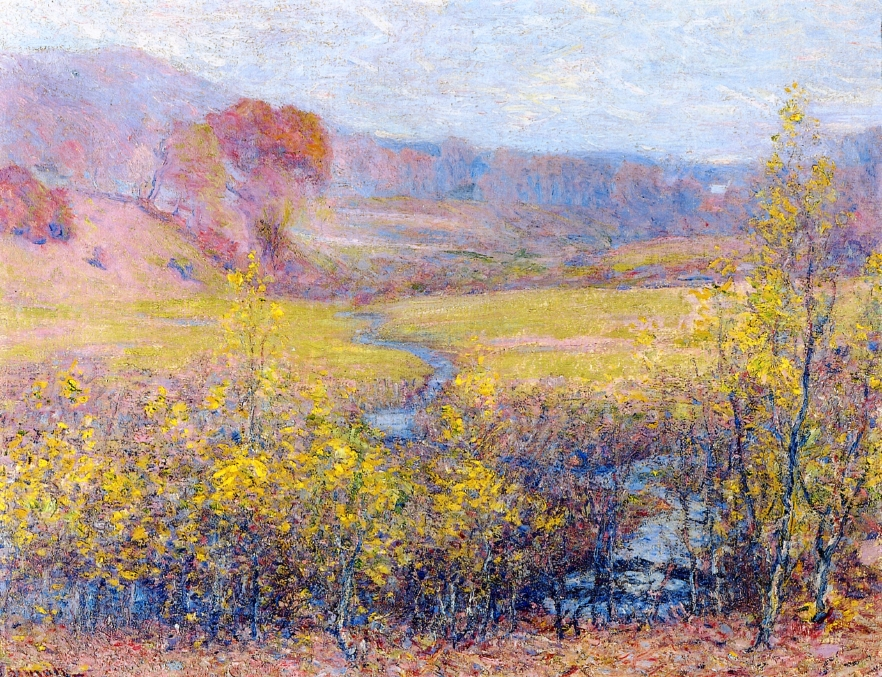
「晩秋」
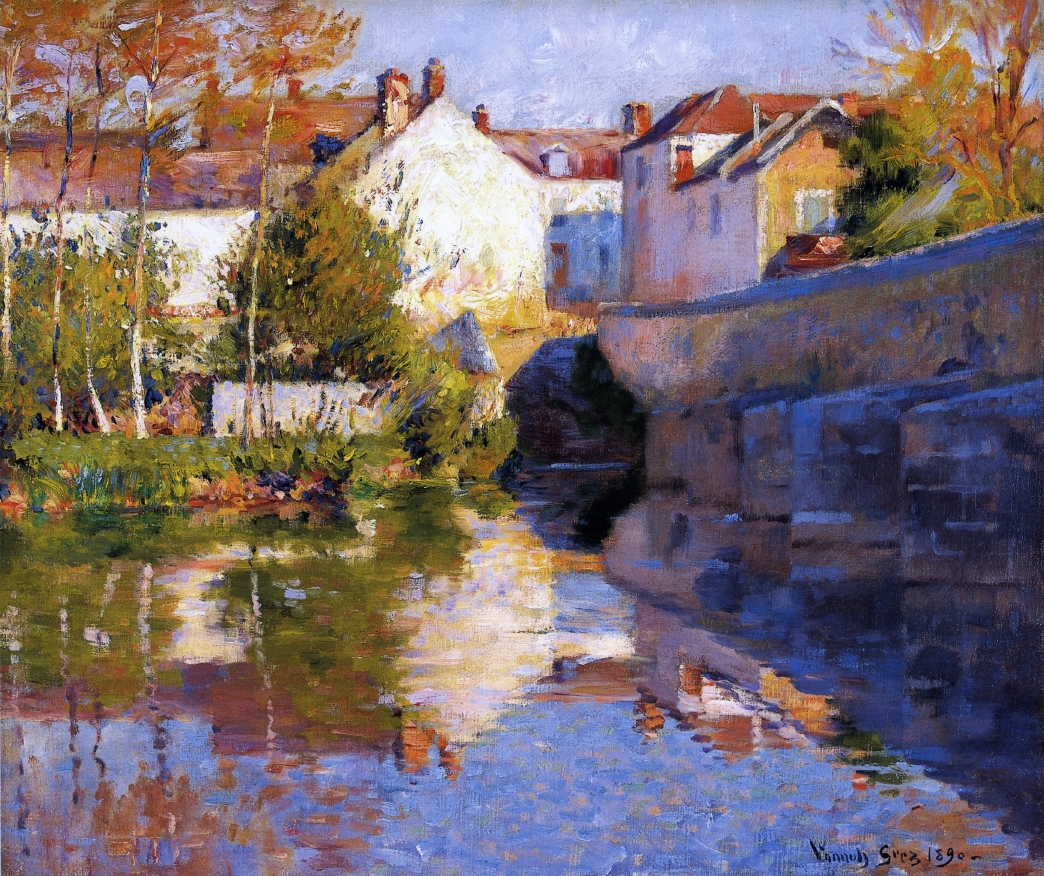
「川辺(グレ)」
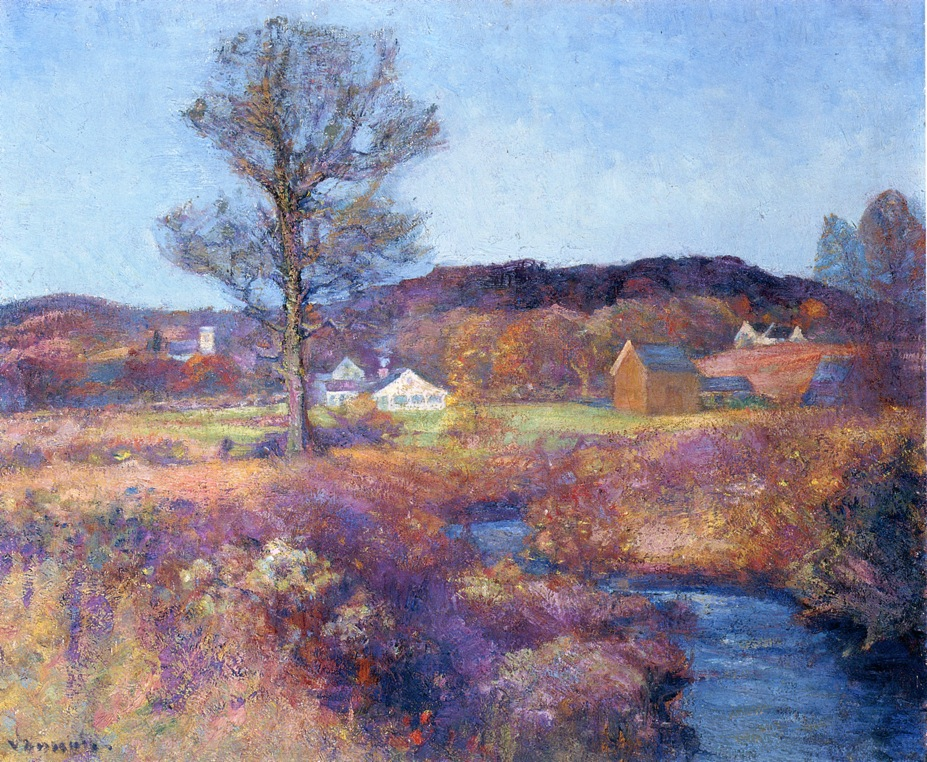
「ニューイングランドの谷」
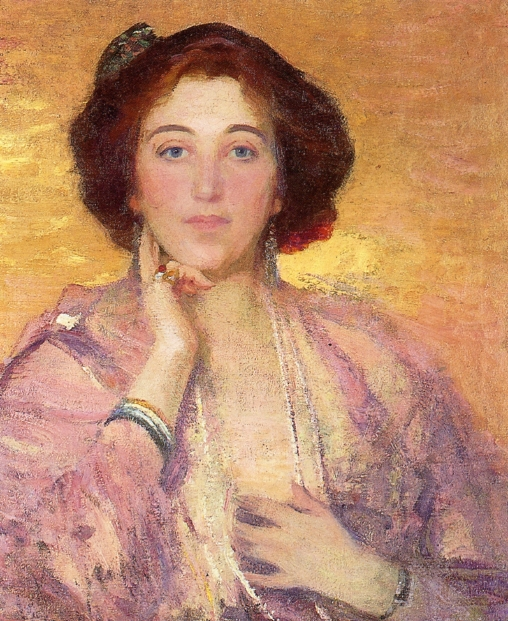
"Fire Opal"
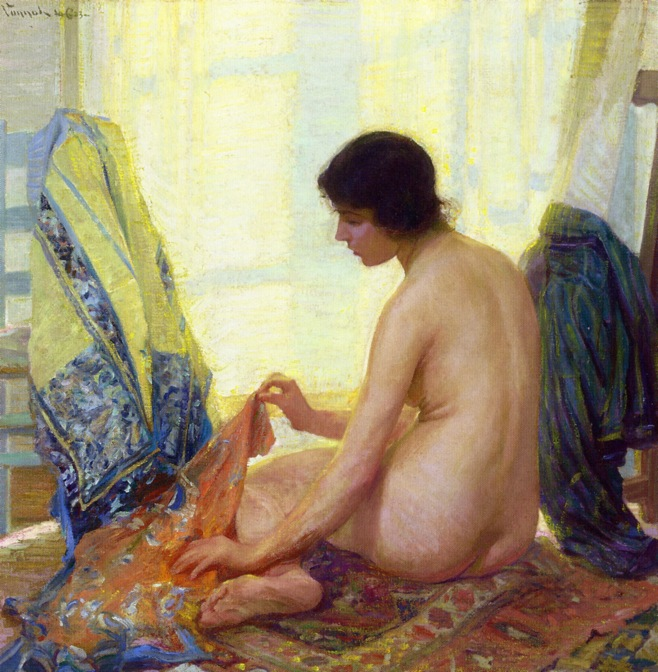
"Leah"